# Verde ftalocianină G
Verde ftalocianină G este un pigment verde sintetic din grupul coloranților derivați de ftalocianină, fiind un complex de cupru (II) cu ftalocianină clorurată. Este o pulbere verde moale, insolubilă în apă, cu culoare strălucitoare, de mare intensitate, utilizată în vopselele pentru artiști pe bază de ulei și acrilice, precum și în alte aplicații.

## Obținere și proprietăți

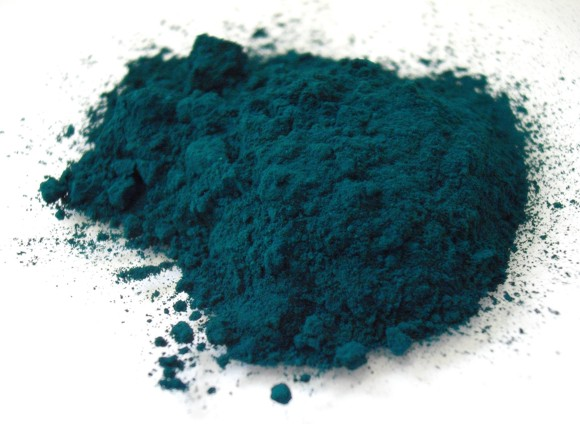
Aspectul colorantului

Verdele de ftalocianină este derivat din albastru de ftalocianină (ftalocianină cuprică) printr-o reacție de clorurare în prezența triclorurii de aluminiu. Este prezentată ecuația stoichiometrică pentru clorurarea completă:
Cu(C32H16N8)  +  16 Cl2   →   Cu(C32N8Cl16)  +  16 HCl
În practică, acest pigment este un amestec de izomeri în diferite grade de clorurare. Derivații cu 15 și 16 atomi de clor sunt dificil de sintetizat. Formula chimică variază, de obicei, de la C32H3Cl13CuN8 la C32HCl15CuN8. 